# Walter Willis Granger

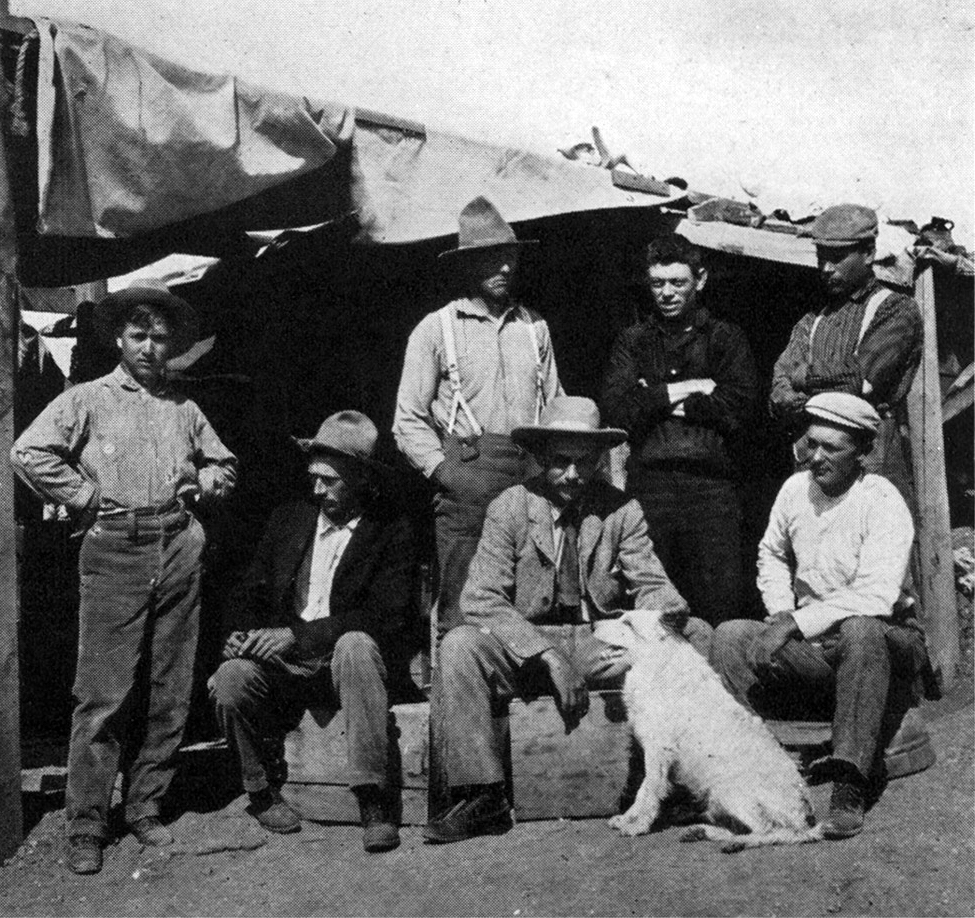
Expeditieteam van het American Museum of Natural History in 1899 met Granger zittend links met naast hem zittend Henry Fairfield Osborn en William Diller Matthew.

Walter Willis Granger (7 november 1872, Middletown Springs, Vermont – 6 september 1941, Lusk, Wyoming) was een Amerikaanse paleontoloog. Hij nam deel aan expedities in de Verenigde Staten, Egypte, China en Mongolië.

## Amerikaanse expedities
Granger kreeg in 1890 op zeventienjarige leeftijd een baan als taxidermist in het American Museum of Natural History in New York. Later werd hij werkzaam bij het Department of Vertebrate Paleontology van het museum. Granger nam deel aan veldexpedities van het museum in het "Wilde Westen" in de jaren negentig van de negentiende eeuw. In 1887 ontdekte hij in Wyoming de Bone Cabin Quarry, waar in de jaren die volgden fossielen van meer dan zestig dinosauriërs werden gevonden, waaronder specimens van Stegosaurus, Allosaurus en Apatosaurus.

## Buitenlandse expedities
In 1907 nam hij deel aan de eerste Amerikaanse expeditie naar fossielen buiten Noord-Amerika onder leiding van Henry Fairfield Osborn in het Egyptische Fayoem. Deze locatie heeft een van de compleetste fauna's uit het Kenozoïcum opgeleverd.
In de jaren twintig ging Granger voor het American Museum of Natural History naar China en Mongolië tijdens de Centraal-Aziatische Expedities, samen met Roy Chapman Andrews. Tijdens deze Centraal-Aziatische expedities werden fossielen gevonden van onder meer de dinosauriërs Velociraptor, Oviraptor en Protoceratops, zoogdieren als Andrewsarchus, Sarkastodon en Prodinoceras. Ook was Granger betrokken bij onderzoek naar de "Pekingmens" (Homo erectus pekinensis). Na zijn dood werd de "Asiatic Hall of Fossils" in het American Museum of Natural History hernoemd naar "Walter Granger Memorial Hall" ter ere van zijn werkzaamheden.
- Gemeinsame Normdatei: 12379191X
- International Standard Name Identifier: 0000 0000 5229 0215
- KulturNav: 80058fff-0eea-4803-9ecc-e5178c225688
- Library of Congress Control Number: nr2001044978
- Réseau des bibliothèques de Suisse occidentale: 02-A017333776
- SNAC: w6d50wg9
- Système universitaire de documentation: 180014951
- Virtual International Authority File: 8303998
- WorldCat: E39PBJyt4yGhHQTYgtbKydvGpP